# 薛綱
薛綱，浙江山阴人，明朝政治人物。

## 生平
天順三年（1459年）舉己卯科浙江鄉試舉人，天順八年（1464年），登甲申科進士，授监察御史，巡按陕西，并督南畿、湖广学政。历任广东按察使、云南布政使。